# トレル・キモンズ
トレル・キモンズ（Trell Kimmons、1985年7月13日 ‐ ）は、アメリカ合衆国・コールドウォーター出身の陸上競技選手。専門は短距離走。100mで9秒95、60mで6秒45（室内世界歴代9位タイ）の自己ベストを持つ。

## 経歴

### 2004年
7月の世界ジュニア選手権（現・世界U20選手権）男子4×100mリレー決勝で1走（キモンズ、アビデミ・オモーレ、アイボリー・ウィリアムズ、ラショーン・メリット）を務め、38秒66のジュニア世界記録を樹立しての金メダル獲得に貢献した。

### 2005年・2006年
ハインズ・コミュニティ大学時代には全米短期大学（NJCAA）室内選手権男子60mを2連覇、屋外と室内の全米短期大学選手権男子200mで優勝するなど活躍した。

### 2010年
3月のドーハ世界室内選手権男子60m準決勝を全体2位となる6秒55で突破し、初めて出場したシニアの世界大会でファイナリストとなった。決勝では6秒59とタイムを落とし、3位のダニエル・ベイリーとは0秒02差の4位で惜しくもメダルを逃した。
8月19日のダイヤモンドリーグ・ヴェルトクラッセチューリッヒ男子100mで9秒95（-0.8）をマークし、10秒の壁を突破した。

### 2011年
6月の全米選手権男子100m決勝で10秒04（+1.3）をマークして4位に入り、大邱世界選手権男子4×100mリレーのアメリカ代表の座をつかんだ。
全米選手権男子100mで3位に入ったマイク・ロジャースがドーピング問題で8-9月の大邱世界選手権を欠場することになったため、男子100mにも出場することとなった。男子100mは10秒21（-1.0）の準決勝組4着で決勝には進めなかったが、男子4×100mリレーでは1走（キモンズ、ジャスティン・ガトリン、モーリス・ミッチェル、トラビス・パジェット）を務めて決勝に進出した。キモンズ、ガトリン、ダービス・パットン、ウォルター・ディックスのオーダーで臨んだ決勝は、3走のパットンが4走のディックスにバトンを渡す直前に隣のレーンでバトンを待っていたイギリスの選手と接触して転倒してしまい、バトンが渡らず記録無し（途中棄権）に終わってしまった。

### 2012年
2月26日の全米室内選手権男子60mを室内世界歴代5位タイ（当時）の記録となる6秒45で制し初優勝を果たした。
室内60mの今季世界最高記録保持者として3月のイスタンブール世界室内選手権男子60mに臨むと、準決勝を全体3位の6秒61で突破し、2大会連続でファイナリストとなった。決勝では6秒60とタイムを縮めるも、3位のドウェイン・チェンバースに同タイム着差ありで敗れ、2大会連続で4位に終わった。
6月の全米選手権男子100m決勝で10秒02（+1.8）をマークして6位に入り、ロンドンオリンピックの4×100mリレーアメリカ代表の座をつかんだ。
8月のロンドンオリンピック男子4×100mリレーに出場。予選はタイソン・ゲイとライアン・ベイリーを温存しながらも、ジェフ・デンプス、ダービス・パットン、キモンズ、ジャスティン・ガトリンのオーダーで37秒38のアメリカ記録（当時）を樹立。決勝はキモンズ、ガトリン、ゲイ、ベイリーのオーダーで臨むと、36秒84の世界記録で優勝したジャマイカには敗れたものの、予選で記録したアメリカ記録を更に更新する37秒04をマークしての銀メダル獲得に貢献した。しかし、リレーメンバーだったゲイのドーピング処分により、この銀メダルは2015年5月に剥奪された。

### 2013年
2大会連続の世界選手権アメリカ代表を目指して6月の全米選手権男子100mに出場するも、決勝で途中棄権に終わり、2013年モスクワ世界選手権アメリカ代表の座を逃した。

### 2014年
3月のソポト世界室内選手権男子60m準決勝で6秒62の組4着に終わり、3大会連続のファイナリストにはなれなかった。

### 2015年
6月の全米選手権男子100m準決勝で10秒01（+3.0）の組5着に終わり、決勝に進出できる組4着とは0秒07差で決勝進出を逃した。

### 2016年
3月の全米室内選手権のドーピング検査で興奮剤に陽性反応を示したため、検査が行われた2016年3月12日以降の記録は抹消され、2016年4月14日から2年間の資格停止処分が科された。

## 自己ベスト
記録欄の（　）内の数字は風速（m/s）で、+は追い風、-は向かい風を意味する。
| 種目 | 記録            | 年月日        | 場所         | 備考                         |
| 屋外 | 屋外            | 屋外          | 屋外         | 屋外                         |
| ---- | --------------- | ------------- | ------------ | ---------------------------- |
| 100m | 9秒95（-0.8）   | 2010年8月19日 | チューリッヒ |                              |
| 100m | 9秒92w（+2.4）  | 2010年6月12日 | ニューヨーク | 追い風参考記録               |
| 200m | 20秒37（+0.4）  | 2009年6月28日 | ユージーン   |                              |
| 200m | 20秒32w（+3.1） | 2005年5月18日 | レベルランド | 追い風参考記録               |
| 室内 |                 |               |              |                              |
| 50m  | 5秒68           | 2012年1月28日 | ニューヨーク |                              |
| 55m  | 6秒18           | 2014年2月1日  | ナッシュビル |                              |
| 60m  | 6秒45A          | 2012年2月26日 | アルバカーキ | 室内世界歴代9位タイ 高地記録 |
| 200m | 20秒89          | 2006年3月4日  | マンハッタン |                              |

## 主要大会成績
備考欄の記録は当時のもの
| 年   | 大会                    | 場所           | 種目    | 結果     | 記録             | 備考                        |
| ---- | ----------------------- | -------------- | ------- | -------- | ---------------- | --------------------------- |
| 2004 | 世界ジュニア選手権      | グロッセート   | 4x100mR | 優勝     | 38秒66（1走）    | ジュニア世界記録            |
| 2010 | 世界室内選手権          | ドーハ         | 60m     | 4位      | 6秒59            |                             |
| 2011 | 世界選手権              | 大邱           | 100m    | 準決勝   | 10秒21（-1.0）   |                             |
| 2011 | 世界選手権              | 大邱           | 4x100mR | 決勝     | DNF（1走）       |                             |
| 2012 | 世界室内選手権          | イスタンブール | 60m     | 4位      | 6秒60            | 3位と同タイム着差あり       |
| 2012 | オリンピック            | ロンドン       | 4x100mR | 2位 失格 | 37秒04（1走） DQ | アメリカ記録 ドーピング処分 |
| 2014 | 世界室内選手権          | ソポト         | 60m     | 準決勝   | 6秒62            |                             |
| 2014 | 世界リレー (en)         | ナッソー       | 4x100mR | 予選     | DQ（2走）        | オーバーゾーン              |
| 2015 | 北中米カリブ選手権 (en) | サンホセ       | 4x100mR | 2位      | 38秒45（1走）    |                             |

### ダイヤモンドリーグ
優勝したダイヤモンドリーグ個人種目の成績を記載
| 年   | 大会                         | 場所         | 種目 | 記録          | 備考                                         |
| ---- | ---------------------------- | ------------ | ---- | ------------- | -------------------------------------------- |
| 2010 | ヴェルトクラッセチューリッヒ | チューリッヒ | 100m | 9秒95（-0.8） | 自己ベスト（初の9秒台） ポイント対象外レース |